# Путинцев, Михаил Николаевич
Михаи́л Никола́евич Пути́нцев (31 мая 1958, Барнаул, Алтайский край, СССР) — советский футболист, мастер спорта СССР, российский тренер.

## Карьера

### Клубная
В команде «Динамо» (Барнаул) играл с 1976 по 1988 год, участвовал в международных матчах со сборными командами КНДР, Эфиопии и Непала. В 1987 году Путинцев получил звание мастера спорта, является чемпионом зональных соревнований второй лиги 1980—1981 годов, третьим призёром первенства РСФСР 1981 года, а также зональных соревнований второй лиги 1976 и 1986 годов.

### Тренерская
С 1995 по 1997 год Михаил Путинцев тренировал команду «Виктория» (город Назарово Красноярского края). В 2005 году окончил высшую школу тренеров. С 2006 года работал в тренерском штабе барнаульского «Динамо». 29 января 2013 года был назначен главным тренером ФК «Динамо» (Барнаул). Вечером 18 июня 2013 года официально назначен на должность главного тренера ФК «Амур-2010». С 2011 года — соучредитель и генеральный директор ООО ФК «Темп» Барнаул.

## Достижения
- Чемпион зональных соревнований второй лиги 1980, 1981
- Бронзовый призёр чемпионата СССР 1981 г.
- Бронзовый призёр зональных соревнований второй лиги 1976, 1986